# Гончаренко, Николай Иванович
Николай Иванович Гончаре́нко (1907 — ?) — советский металлург (инженер и учёный), лауреат Сталинской премии первой степени.

## Биография
Родился в 1907 году в Енакиевке, сын металлурга — выходца из крестьян.
С 1921 года работал на Енакиевском металлургическом заводе: ученик слесаря, слесарь, нагревальщик заклёпок котельного цеха, помощник разметчика. После окончания в 1925 году профтехшколы имени В. Я. Чубаря — слесарь в мартеновском цехе и одновременно директор школы рабочей молодёжи, преподаватель алгебры и арифметики.
В 1929—1931 годах без отрыва от производства окончил металлургический техникум с отличием, в 1934 году — вечерний факультет ДМетИ, тоже с отличием.
С 1930 года — мастер-технолог бессемеровского цеха, затем помощник начальника бессемеровского цеха (1934), начальник смены мартеновского цеха, помощник начальника этого цеха, с июля 1937 года — начальник бессемеровского цеха, директор Орджоникидзевского (Енакиевского) металлургического завода, директор НТМЗ, директор Серовского металлургического завода, директор Енакиевского комбината, директор Украинского института металлов МЧМ СССР, заместитель председателя Луганского совнархоза, советник директора металлургического завода в Бхилаи (Индия), заместитель председателя Украинского совнархоза — начальник главного управления металлургической промышленности Украины, заместитель директора по научной работе Института проблем литья Академии наук УССР, советник главного инженера по строительству и освоению металлургического завода в Аннабе (Алжир), старший научный сотрудник Института проблем литья Академии наук УССР.
С марта 1986 года на пенсии.

## Награды
- Сталинская премия первой степени (1951) — за разработку и внедрение новой технологии производства рельсовой стали
- три ордена Ленина (5.10.1946, «за успешное выполнение заданий правительства по выпуску металла для нужд народного хозяйства, в связи с пятидесятилетним юбилеем Серовского металлургического завода»; …, …)
- три ордена Трудового Красного Знамени
- государственные награды Индии и Алжира.